# Diaspila periscelis
Diaspila periscelis là một loài bọ cánh cứng trong họ Cerambycidae.